# MESS

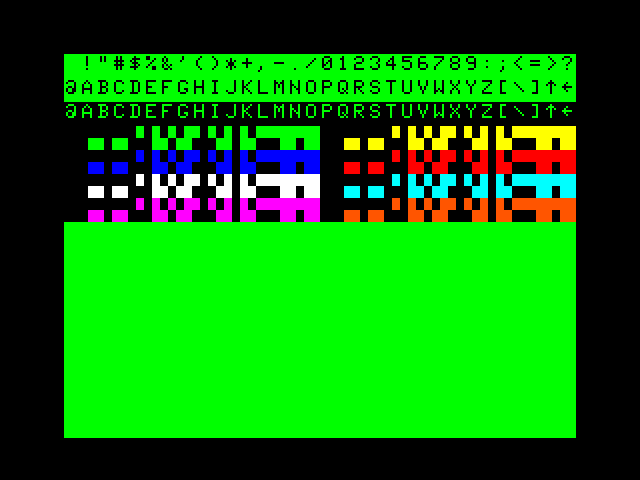
Pantalla d'un CoCo2 emulat en el MESS, mostrant tots els caràcters alfanumèrics i semigràfics disponibles.

MESS (Multiple Emulator Super System) és un emulador de terminal per moltes consoles de joc i sistemes d'ordinadors domèstics, basat en el nucli MAME.
L'objectiu principal de MESS és preservar dècades d'història d'ordinadors i consoles. Mentre la tecnologia continua progressant, el MESS evita que aquests sistemes antics siguin perduts i oblidats.
El MESS emula sistemes portàtils i consoles de jocs, diferents plataformes d'ordinador i calculadores. El projecte lluita per precisió i portabilitat, i per això no és sempre l'emulador més ràpid per qualsevol sistema particular. Tanmateix, la seva precisió el fa útil per desenvolupament domèstic de jocs, per exemple en el Atari 7800.
MESS suporta 260 sistemes únics amb 732 variacions totals de sistemes, i està creixent tot el temps. Tanmateix, no tot dels sistemes en MESS són funcionals: 187 d'ells estan marcats com no operacionals en la versió actual.

## Llicència de MESS
MESS és distribuït sota la mateixa llicència que MAME. Mentre MESS és disponible sense cost, incloent el seu codi font, no és codi obert o programari lliure perquè redistribució i ús comercial són prohibits. És a dir, la seva llicència no omple els requisits de la Definició de Font Oberta, ni ho és "programari lliure" conformi definit per la Fundació per al Programari Lliure.
En particular, el MESS pot ser redistribuït en forma binària o de codi font, modificat o no modificat, però: "les redistribucions no poden ser venudes, ni poden ser utilitzats en un producte o activitat comercial". També, redistribucions de versions modificades (obres derivades) han d'incloure el codi font corresponent complet (similar a un copyleft).